# Pauline Ranvier
Pauline Ranvier (n. 14 aprilie 1994, Paris, Franța) este o scrimeră franceză specializată pe floretă, laureată cu bronz pe echipe la Campionatul European din 2015 și la Campionatul Mondial din același an și la cel din 2016.

## Carieră
S-a apucat de scrimă la clubul Paris Suffren, apoi s-a transferat la clubul de scrimă din Melun în anul 2013. Activează și în cadrul lui „Pôle France Jeunes” (centrul de pregătire pentru juniori) din Aix-en-Provence.
A cucerit medalie de argint la Campionatul European pentru juniori din 2012 de la Poreč și a fost laureată cu bronz la ediția din 2013 și ediția din 2014, precum și la Campionatul Mondial pentru juniori din 2014.
În 2015 s-a alăturat lotului francez de senioare. A cucerit medalia de bronz pe echipe la Campionatul European din 2015 de la Montreux, după ce Franța a fost învinsă de Italia în semifinală, și a câștigat cu Germania în finala mică. La Campionatul Mondial din 2015 de la Moscova a și obținut bronzul, Franța pierzând de data asta cu Rusia în semifinală, apoi învingând Ungaria. 

## Legături externe
- fr  Pauline Ranvier Arhivat în 25 aprilie 2016, la Wayback Machine. la Federația Franceză de Scrimă (PDF)
- en  Prezentare Arhivat în 29 iunie 2016, la Wayback Machine. la Confederația Europeană de Scrimă
- en Pauline Ranvier la Olympedia.org